# 薩爾恰圖多爾鄉
45°22′N 27°31′E / 45.367°N 27.517°E
薩爾恰圖多爾鄉（羅馬尼亞語：Comuna Salcia Tudor, Brăila），是羅馬尼亞的鄉份，位於該國東南部，由布勒伊拉縣負責管轄，面積103平方公里，海拔高度15米，2007年人口2,777，人口密度每平方公里27人。